# Mée
Mée ist eine französische Gemeinde mit 230 Einwohnern (Stand: 1. Januar 2022) im Département Mayenne in der Region Pays de la Loire; sie gehört zum Arrondissement Château-Gontier und zum Kanton Château-Gontier-sur-Mayenne-2. Die Einwohner werden Méens genannt.

## Geographie
Mée liegt etwa 29 Kilometer südsüdwestlich von Laval. Umgeben wird Mée von den Nachbargemeinden Pommerieux im Nordwesten und Norden, Prée-d’Anjou im Osten, Saint-Quentin-les-Anges im Süden sowie Chérancé im Westen.

## Bevölkerungsentwicklung
| 1962                       | 1968 | 1975 | 1982 | 1990 | 1999 | 2006 | 2019 |
| -------------------------- | ---- | ---- | ---- | ---- | ---- | ---- | ---- |
| 298                        | 289  | 240  | 213  | 164  | 171  | 192  | 235  |
| Quellen: Cassini und INSEE |      |      |      |      |      |      |      |

## Sehenswürdigkeiten
- Kirche Saint-Pierre, Monument historique seit 1991
- Ehemaliges Priorat der Congrégation de France, Monument historique

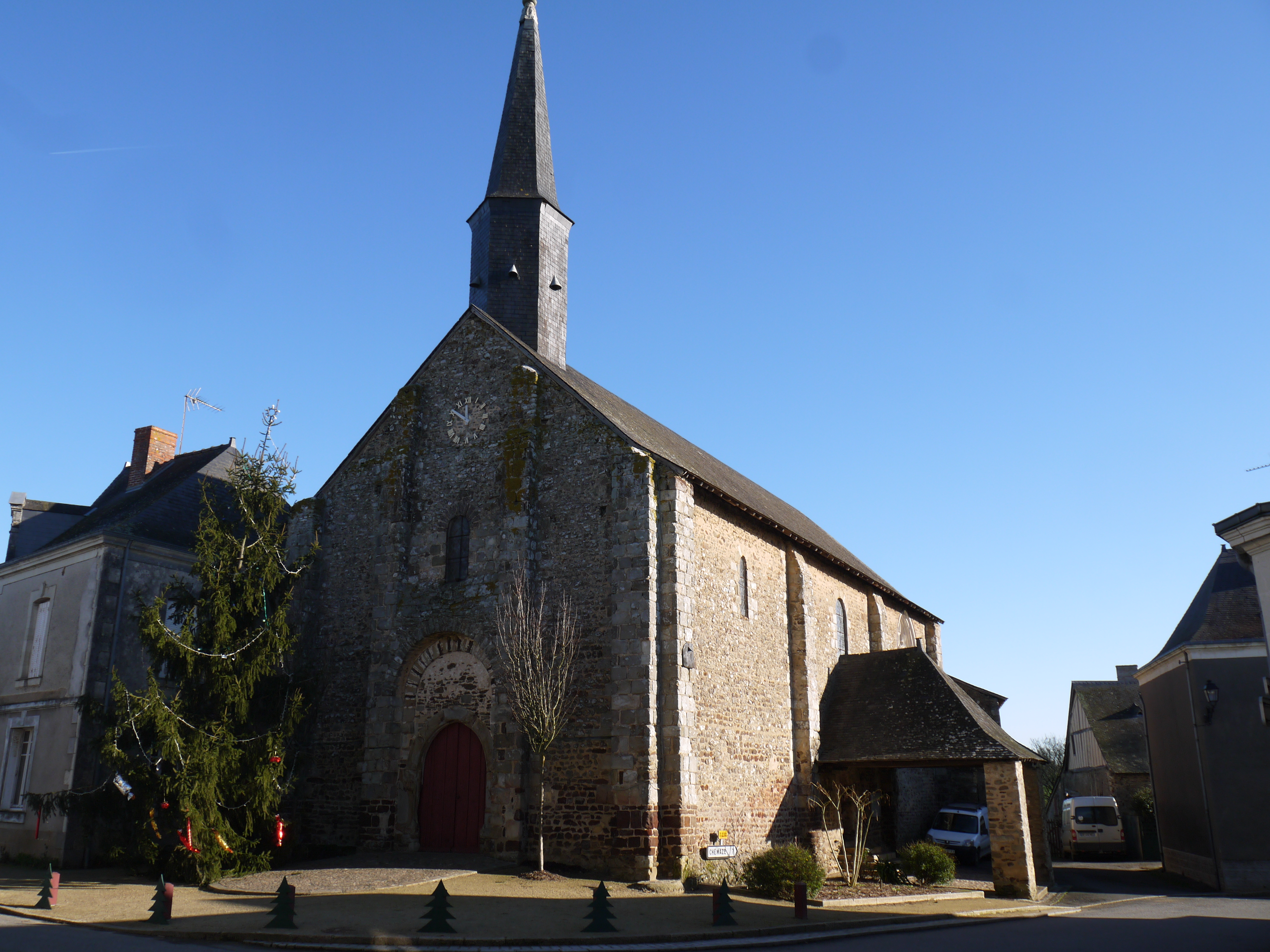
Kirche Saint-Pierre
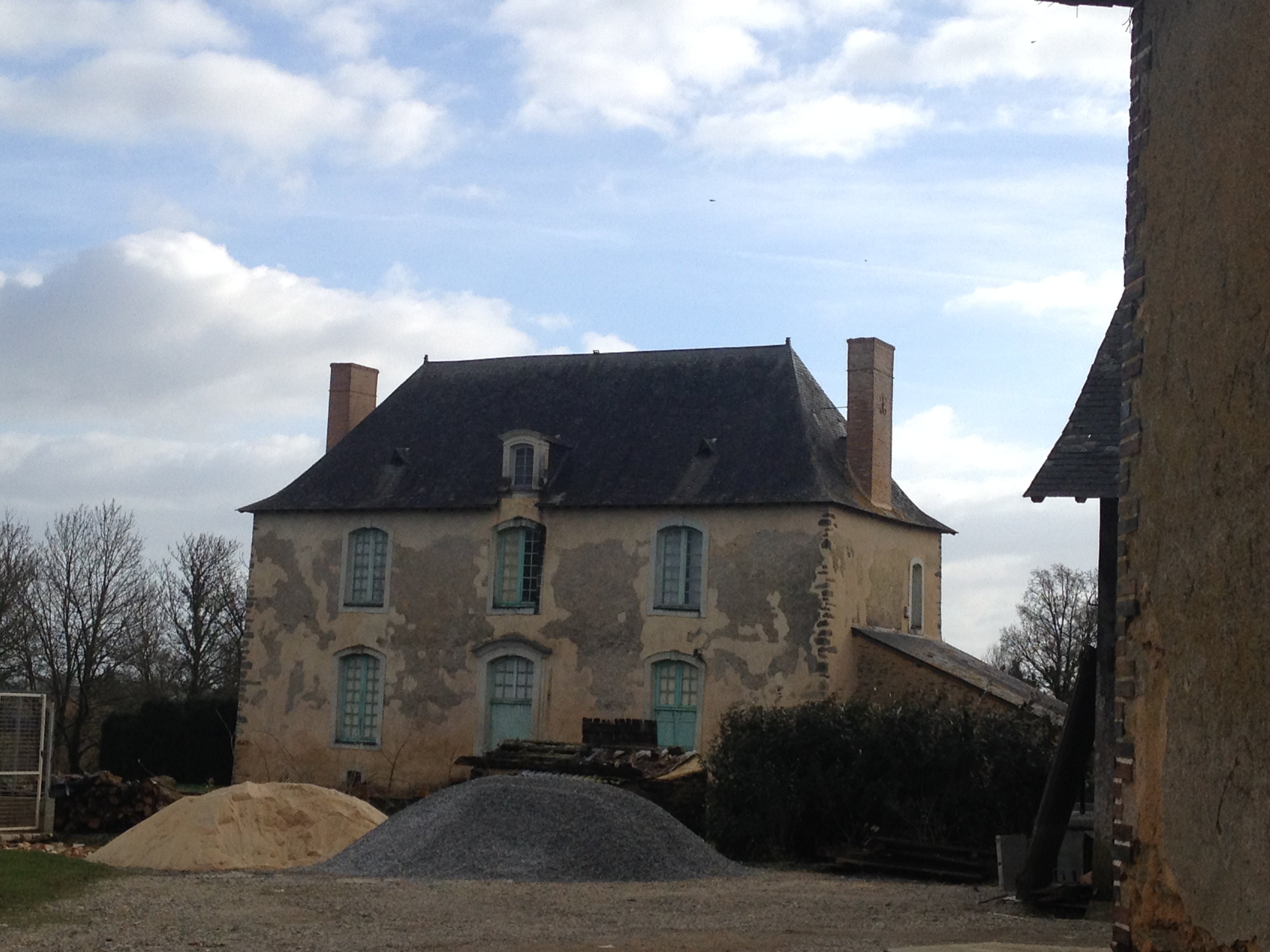
Ehemaliges Priorat